# Bränningeån

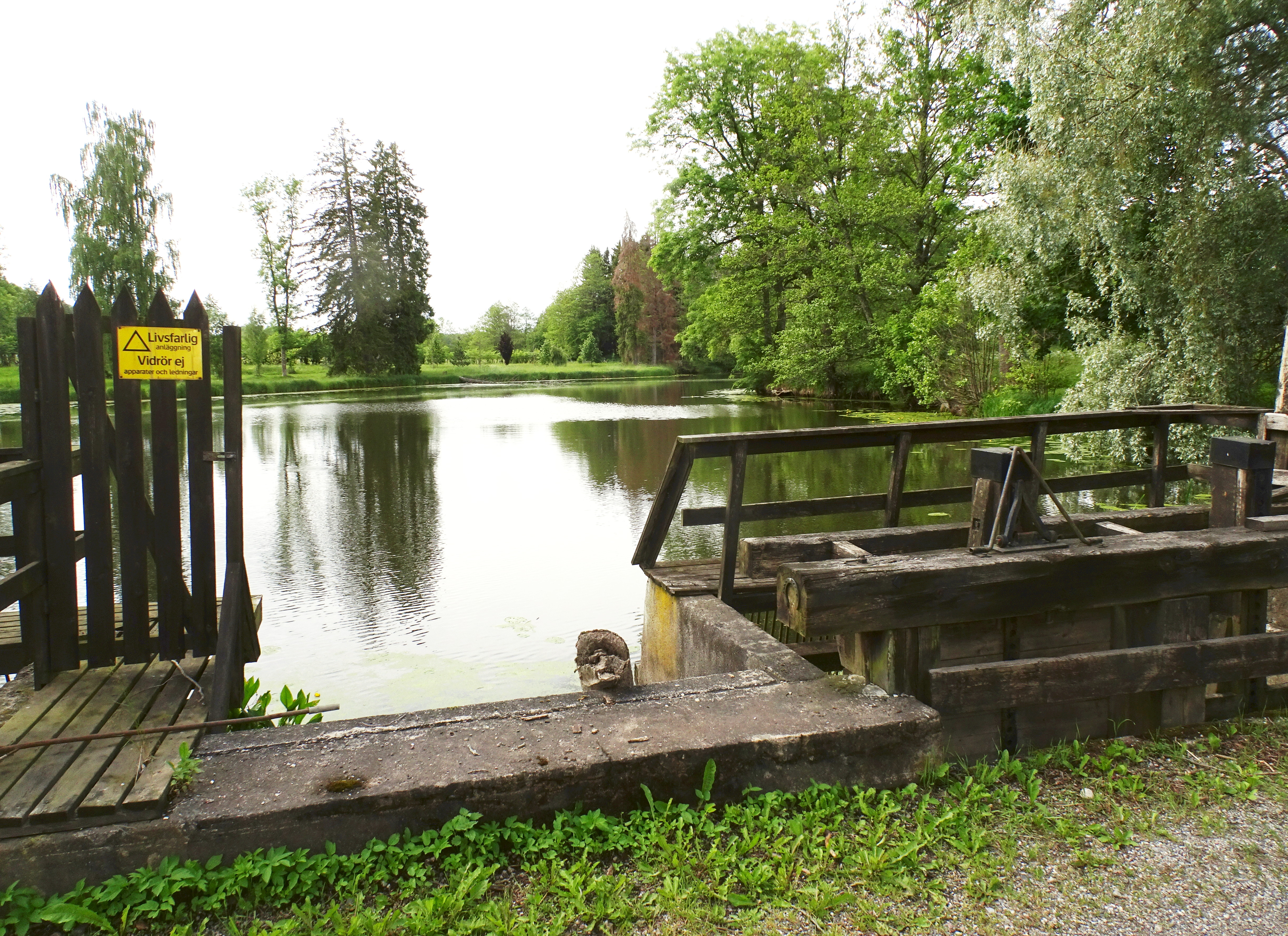
Dammsjön vid Bränninge gård.

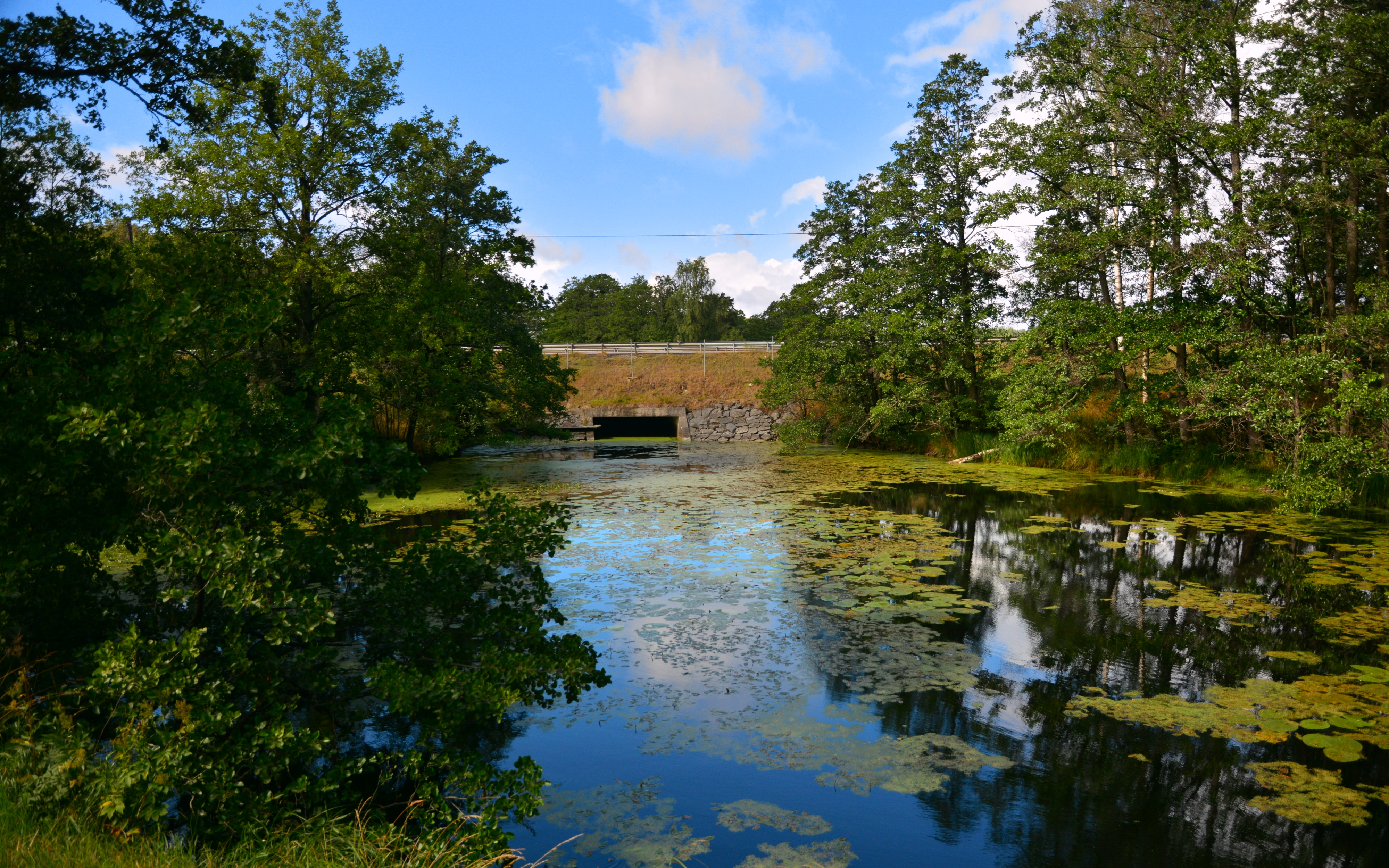
Bränningeån i höjd med Nyköpingsvägen.

Bränningeån är ett vattendrag i Södermanland, söder om Södertälje.

## Beskrivning
Bränningeån har sitt namn efter Bränninge gård som ligger vid ån där den mynnar ut i Hallsfjärden i Östersjön. Åns vattenkraft nyttjades redan på 1600-talet att driva en stångjärnshammare och senare även en sågkvarn. Här uppstod en manufaktur, Bränninge bruk, som var verksam fram till sekelskiftet 1900. År 1919 anlades vid Bränninge gård ett litet vattenkraftverk som hade en effekt på 105 kW och var på 1950-talet fortfarande i drift (numera nedlagd). Vid Bränninge gård är ån uppdämd till en mindre sjö.

## Avrinningsområdet
Avrinningsområdet är 59,8 km² och är beläget i Södertälje kommun och Nykvarns kommun. Tolv sjöar ingår i Bränningeåns vattensystem, bland dem  Måsnaren, Lanaren och Ånstasjön. Måsnaren är avrinningsområdets största sjö.